# Kašina
Kašina är en ort i Kroatien. Den ligger i länet Zagreb, i den norra delen av landet, 11 km norr om huvudstaden Zagreb. Kašina ligger 770 meter över havet och antalet invånare är 1 494.
Terrängen runt Kašina är huvudsakligen kuperad. Kašina ligger uppe på en höjd. Runt Kašina är det ganska glesbefolkat, med 24 invånare per kvadratkilometer. Närmaste större samhälle är Zagreb - Centar, 11,6 km söder om Kašina. Omgivningarna runt Kašina är en mosaik av jordbruksmark och naturlig växtlighet.